# Smittina jullieni
Smittina jullieni är en mossdjursart som beskrevs av Moyano 1983. Smittina jullieni ingår i släktet Smittina och familjen Smittinidae. Inga underarter finns listade i Catalogue of Life.